# Mirko Bavče
Mirko Bavče, slovenski smučarski tekač, * 15. julij 1942, Prevalje.
Bavče je za Jugoslavijo nastopil na Zimskih olimpijskih igrah 1964 v Innsbrucku ter na Zimskih olimpijskih igrah 1968 v Grenoblu.
V Innsbrucku je tekmoval v teku na 15 km ter v štafeti 4 x 10 km. Teka na 15 km ni dokončal, štafeta pa je zasedla 12. mesto.
V Grenoblu je sodeloval v tekih na 15 in 30 km. Prvo tekmo je končal na 45. mestu, v teku na 30 km pa je bil 49.